# Elecciones legislativas de Colombia de 1974
Las elecciones legislativas de Colombia de 1974, se realizaron en el mes de abril, el mismo día de las elecciones presidenciales, siendo la última ocasión en la que ambos comicios se realizaron en la misma jornada.
Además de los tradicionales partidos liberal y conservador, fue la primera vez que contendieron la coalición de izquierda conocida como Unión Nacional de Oposición (integrada entonces por militantes del MOIR y el Partido Comunista, junto con la disidencia anapista denominada Movimiento Auténtico Colombiano). También fue la primera ocasión en que la ANAPO participó como partido propio y ya no como coalición parlamentaria de liberales y conservadores disidentes.
Se eligieron un total de 112 senadores y 199 representantes, junto con miembros de Asambleas Departamentales y Concejos Municipales.

## Sistema electoral
De acuerdo con las normas electorales vigentes en 1974; para la Cámara de Representantes, se eligieron 199 escaños. Se asignaron 2 representantes por cada departamento y uno más por cada 50000 habitantes, pudiendo ser reelegidos de manera indefinida. Los escaños asignados, según el decreto 270 de 1974 fueron:
| Escaños | Circunscripciones electorales |
| ------- | --- |
| 26      | Circunscripción Electoral de Antioquia |
| 8       | Circunscripción Electoral del Atlántico |
| 12      | Circunscripción Electoral de Boyacá (Boyacá e Intendencia del Casanare)                                                                     |
| 8       | Circunscripción Electoral de Bolívar |
| 8       | Circunscripción Electoral de Caldas |
| 7       | Circunscripción Electoral del Cauca |
| 4       | Circunscripción Electoral del César |
| 7       | Circunscripción Electoral de Córdoba |
| 29      | Circunscripción Electoral de Cundinamarca                                                                                                   |
| 3       | Circunscripción Electoral del Chocó |
| 2       | Circunscripción Electoral de La Guajira |
| 5       | Circunscripción Electoral del Huila |
| 6       | Circunscripción Electoral del Magdalena |
| 3       | Circunscripción Electoral del Meta |
| 8       | Circunscripción Electoral de Nariño |
| 6       | Circunscripción Electoral de Norte de Santander                                                                                             |
| 4       | Circunscripción Electoral del Quindío |
| 5       | Circunscripción Electoral de Risaralda |
| 11      | Circunscripción Electoral de Santander |
| 4       | Circunscripción Electoral de Sucre |
| 9       | Circunscripción Electoral del Tolima |
| 18      | Circunscripción Electoral del Valle del Cauca                                                                                               |
| 1       | Circunscripción Electoral de San Andrés y Providencia                                                                                       |
| 2       | Circunscripción Electoral de Caquetá (Caquetá y Comisaría del Amazonas)                                                                     |
| 2       | Circunscripción Electoral de Putumayo |
| 1       | Circunscripción Electoral de Arauca, Vichada, Vaupés, Guainía Y Guaviare (Intendencia de Arauca y Comisarias del Vichada, Vaupés y Guainía) |

De acuerdo con las normas electorales vigentes en 1974; para el Senado se eligieron 112 escaños. Se determinaron 2 senadores para cada departamento y uno más por cada 200000 habitantes o fracción mayor de 100000. Los escaños asignados, según el decreto 110 de 1974 fueron:
| Escaños | Circunscripciones electorales                                                                               |
| ------- | --- |
| 13      | Circunscripción Electoral de Antioquia                                                                      |
| 5       | Circunscripción Electoral del Atlántico                                                                     |
| 6       | Circunscripción Electoral de Boyacá (Boyacá e Intendencia del Casanare)                                     |
| 5       | Circunscripción Electoral de Bolívar (Bolívar e Intendencia de San Andrés y Providencia)                    |
| 5       | Circunscripción Electoral de Caldas                                                                         |
| 4       | Circunscripción Electoral del Cauca                                                                         |
| 2       | Circunscripción Electoral del César                                                                         |
| 4       | Circunscripción Electoral de Córdoba                                                                        |
| 15      | Circunscripción Electoral de Cundinamarca                                                                   |
| 2       | Circunscripción Electoral del Chocó                                                                         |
| 2       | Circunscripción Electoral de La Guajira                                                                     |
| 4       | Circunscripción Electoral del Huila (Huila, Intendencia del Caquetá y Comisaría del Amazonas)               |
| 4       | Circunscripción Electoral del Magdalena                                                                     |
| 2       | Circunscripción Electoral del Meta (Meta, Intendencia de Arauca y Comisarias del Vichada, Vaupés y Guainía) |
| 5       | Circunscripción Electoral de Nariño (Nariño e Intendencia del Putumayo)                                     |
| 4       | Circunscripción Electoral de Norte de Santander                                                             |
| 3       | Circunscripción Electoral del Quindío                                                                       |
| 3       | Circunscripción Electoral de Risaralda                                                                      |
| 6       | Circunscripción Electoral de Santander                                                                      |
| 3       | Circunscripción Electoral de Sucre                                                                          |
| 5       | Circunscripción Electoral del Tolima                                                                        |
| 10      | Circunscripción Electoral del Valle del Cauca                                                               |

## Resultados
Los escaños del Congreso se distribuyeron de la siguiente forma:
| Número                  | Partido o movimiento           | Escaños Senado | Porcentaje | Escaños Cámara | Votos Senado | Votos Cámara |
| ----------------------- | ------------------------------ | -------------- | ---------- | -------------- | ------------ | ------------ |
| 1                       | Partido Liberal Colombiano     | 66             | 58.9 %     | 113            | 2'840.315    | 2'840-315    |
| 2                       | Partido Conservador Colombiano | 37             | 33.0 %     | 66             | 1'631.115    | 1'631.926    |
| 3                       | ANAPO                          | 7              | 6.3 %      | 16             | 458.745      | 458.424      |
| 4                       | Unión Nacional de Oposición    | 2              | 1.8 %      | 5              | 155.158      | 155.855      |
| 5                       | Democracia Cristiana           | 0              | 0%         | 0              | 7.909        | 5.674        |
| 6                       | Otros                          | 0              | 0%         | 0              | 1.310        | 1.764        |
| Votos en blanco y nulos | Votos en blanco y nulos        | -              | -          | -              | 12.223       | 11.211       |
| Total                   | Total                          | 112            | 100%       | 199            | 5'106.775    | 5'100.099    |

### Senadores electos
| Representante Electo                | Circunscripción    | Partido o movimiento           | Votos   |
| ----------------------------------- | ------------------ | ------------------------------ | ------- |
| Juan Zuleta Ferrer                  | Antioquia          | Partido Conservador Colombiano | 205.803 |
| Mariano Ospina Hernández            | Antioquia          | Partido Conservador Colombiano |         |
| Mario Giraldo Henao                 | Antioquia          | Partido Conservador Colombiano |         |
| Juan Gómez Martínez                 | Antioquia          | Partido Conservador Colombiano |         |
| Jesús Gómez Salazar                 | Antioquia          | Partido Conservador Colombiano |         |
| Federico Estrada Vélez              | Antioquia          | Partido Liberal Colombiano     | 187.995 |
| Estanislao Posada Vélez             | Antioquia          | Partido Liberal Colombiano     |         |
| Sergio De la Torre Vélez            | Antioquia          | Partido Liberal Colombiano     |         |
| Mario Gutiérrez Cárdenas            | Antioquia          | Partido Liberal Colombiano     |         |
| Diego Calle Restrepo                | Antioquia          | Partido Liberal Colombiano     | 98.992  |
| Carlos Restrepo Arbelaez            | Antioquia          | Partido Liberal Colombiano     |         |
| Jaime Piedrahíta Cardona            | Antioquia          | Alianza Nacional Popular       | 58.748  |
| Iván López Botero                   | Antioquia          | Unión Nacional de Oposición    | 17.596  |
| Carlos Martín-Leyes                 | Atlántico          | Partido Liberal Colombiano     | 40.249  |
| Emilio Lebolo De la Espriella       | Atlántico          | Partido Liberal Colombiano     | 35.958  |
| Roberto Víctor Gerlein Echeverría   | Atlántico          | Partido Conservador Colombiano | 29.443  |
| Saúl Charris De la Hoz              | Atlántico          | Alianza Nacional Popular       | 28.942  |
| Ricardo Rosales Zambrano            | Atlántico          | Partido Liberal Colombiano     | 28.440  |
| Miguel Facio Lince López            | Bolívar            | Partido Liberal Colombiano     | 47.144  |
| Raimundo Emilliani Román            | Bolívar            | Partido Conservador Colombiano | 37.296  |
| Álvaro Escallón Villa               | Bolívar            | Partido Liberal Colombiano     | 31.477  |
| Rafael Vergara Tamara               | Bolívar            | Partido Liberal Colombiano     | 29.498  |
| Alfredo Araújo Grau                 | Bolívar            | Partido Conservador Colombiano | 20.926  |
| Gilberto Ávila Botia                | Boyacá             | Partido Conservador Colombiano | 116.522 |
| Antonio Bayona Ortiz                | Boyacá             | Partido Conservador Colombiano |         |
| Guillermo Torres Barrera            | Boyacá             | Partido Conservador Colombiano |         |
| Jorge Perico Cárdenas               | Boyacá             | Partido Liberal Colombiano     | 51.300  |
| Gregorio Becerra Becerra            | Boyacá             | Partido Liberal Colombiano     | 48.277  |
| Gustavo Rojas Pinilla               | Boyacá             | Alianza Nacional Popular       | 29.279  |
| Víctor Renán Barco López            | Caldas             | Partido Liberal Colombiano     | 35.425  |
| Luis Enrique Giraldo Neira          | Caldas             | Partido Conservador Colombiano | 31.745  |
| Alberto Mendoza Hoyos               | Caldas             | Partido Liberal Colombiano     | 29.557  |
| Rodrigo Marín Bernal                | Caldas             | Partido Conservador Colombiano | 19.379  |
| Domingo Roncancio Jiménez           | Caldas             | Alianza Nacional Popular       | 11.323  |
| Víctor Mosquera Chaux               | Cauca              | Partido Liberal Colombiano     |         |
| Humberto Peláez Gutiérrez           | Cauca              | Partido Liberal Colombiano     | -       |
| Marco Aurelio Hormiga               | Cauca              | Partido Liberal Colombiano     |         |
| Mario Vivas Trochez                 | Cauca              | Partido Conservador Colombiano |         |
| José Guillermo Castro Castro        | Cesar              | Partido Liberal Colombiano     |         |
| Alfonso Araújo Cotes                | Cesar              | Partido Liberal Colombiano     |         |
| Daniel Palacios Martínez            | Chocó              | Partido Liberal Colombiano     | 12.122  |
| Ramón Lozano Garcés                 | Chocó              | Partido Liberal Colombiano     | 11.702  |
| Edmundo López Gómez                 | Córdoba            | Partido Liberal Colombiano     | 42.086  |
| José Manuel Vergara Contreras       | Córdoba            | Partido Liberal Colombiano     | 35.143  |
| Germán Bula Hoyos                   | Córdoba            | Partido Liberal Colombiano     | 34.584  |
| Miguel Escobar Méndez               | Córdoba            | Partido Conservador Colombiano | 34.395  |
| Julio César Turbay Ayala            | Cundinamarca       | Partido Liberal Colombiano     | 450.237 |
| Indalecio Lievano Aguirre           | Cundinamarca       | Partido Liberal Colombiano     |         |
| Germán Zea Hernández                | Cundinamarca       | Partido Liberal Colombiano     |         |
| Virgilio Barco Vargas               | Cundinamarca       | Partido Liberal Colombiano     |         |
| Diego Uribe Vargas                  | Cundinamarca       | Partido Liberal Colombiano     |         |
| Jaime Luis Posada Díaz              | Cundinamarca       | Partido Liberal Colombiano     |         |
| Enrique Pardo Parra                 | Cundinamarca       | Partido Liberal Colombiano     |         |
| Francisco Yesid Triana              | Cundinamarca       | Partido Liberal Colombiano     |         |
| Bertha Hernández De Ospina          | Cundinamarca       | Partido Conservador Colombiano | 181.179 |
| Carlos Alban Holguín                | Cundinamarca       | Partido Conservador Colombiano |         |
| Enrique Rueda Ribero                | Cundinamarca       | Partido Conservador Colombiano |         |
| David Aljure Ramírez                | Cundinamarca       | Partido Liberal Colombiano     | 90.229  |
| Hernando Segura Perdomo             | Cundinamarca       | Alianza Nacional Popular       | 71.666  |
| Hernando Echeverri Mejía            | Cundinamarca       | Unión Nacional de Oposición    | 58.941  |
| José Vicente Sánchez                | Cundinamarca       | Partido Conservador Colombiano | 36.505  |
| Felio Andrade Manrique              | Huila              | Partido Conservador Colombiano | 55.047  |
| José Vicente Vargas Salgado         | Huila              | Partido Conservador Colombiano |         |
| Guillermo Plazas Alcid              | Huila              | Partido Liberal Colombiano     | 49.519  |
| Augusto Muñoz Valderrama            | Huila              | Partido Liberal Colombiano     | 31.153  |
| Eduardo Abuchaibe Ochoa             | La Guajira         | Partido Liberal Colombiano     | 18.991  |
| Nelson Rafael Amaya Arregocés       | La Guajira         | Partido Conservador Colombiano | 14.303  |
| José Ignacio Díaz-Granados Alzamora | Magdalena          | Partido Liberal Colombiano     | 25.787  |
| Rafael Pérez Dávila                 | Magdalena          | Partido Liberal Colombiano     | 25.691  |
| Hugo Escobar Sierra                 | Magdalena          | Partido Conservador Colombiano | 24.532  |
| Carlos Caballero Cormane            | Magdalena          | Partido Liberal Colombiano     | 23.037  |
| Alfonso Latorre Gómez               | Meta               | Partido Liberal Colombiano     | 30.625  |
| Hernando Durán Dussán               | Meta               | Partido Liberal Colombiano     | 20.609  |
| Laureano Alberto Arellano Rodríguez | Nariño             | Partido Liberal Colombiano     | 42.995  |
| José Domingo Néstor Sarasty         | Nariño             | Partido Conservador Colombiano | 44.796  |
| José Elías del Hierro Guerrero      | Nariño             | Partido Conservador Colombiano | 43.559  |
| Luis Avelino Pérez                  | Nariño             | Partido Liberal Colombiano     | 42.041  |
| Ernesto Vela Ángulo                 | Nariño             | Partido Liberal Colombiano     | 19.673  |
| Lucio Pabón Nuñez                   | Norte de Santander | Partido Conservador Colombiano | 81.775  |
| Pedro Duarte Contreras              | Norte de Santander | Partido Conservador Colombiano |         |
| Carlos Ardila Ordoñez               | Norte de Santander | Partido Liberal Colombiano     | 41.755  |
| León Colmenares Baptista            | Norte de Santander | Partido Liberal Colombiano     | 33.748  |
| Ancizar López López                 | Quindío            | Partido Liberal Colombiano     | 23.239  |
| Silvio Ceballos Restrepos           | Quindío            | Partido Conservador Colombiano | 17.826  |
| Horacio Ramírez Castrillón          | Quindío            | Partido Liberal Colombiano     | 17.804  |
| Camilo Mejía Duque                  | Risaralda          | Partido Liberal Colombiano     | 41.326  |
| Emilio Isaza Henao                  | Risaralda          | Partido Conservador Colombiano | 18.856  |
| Benjamín Montoya Trujillo           | Risaralda          | Partido Liberal Colombiano     | 17.157  |
| Juan José Turbay                    | Santander          | Partido Liberal Colombiano     | 97.401  |
| Eduardo Mestre Sarmiento            | Santander          | Partido Liberal Colombiano     |         |
| Carlos Arturo Ardila Lülle          | Santander          | Partido Conservador Colombiano | 86.834  |
| Darío Marín Vanegas                 | Santander          | Partido Conservador Colombiano |         |
| Alfonso Gómez Gómez                 | Santander          | Partido Liberal Colombiano     | 58.381  |
| Samuel Moreno Díaz                  | Santander          | Alianza Nacional Popular       | 33.647  |
| José Guerra Tulena                  | Sucre              | Partido Liberal Colombiano     | 35.733  |
| Apolimar Díaz Callejas              | Sucre              | Partido Liberal Colombiano     | 20.313  |
| Carlos Martínez Simahan             | Sucre              | Partido Conservador Colombiano | 15.999  |
| Rafael Caicedo Espinosa             | Tolima             | Partido Liberal Colombiano     | 148.736 |
| Alfonso Jaramillo Salazar           | Tolima             | Partido Liberal Colombiano     |         |
| Luis Antonio Alvarado Pantoja       | Tolima             | Partido Liberal Colombiano     |         |
| Jaime Pava Navarro                  | Tolima             | Partido Conservador Colombiano | 42.579  |
| Guillermo Angulo Gómez              | Tolima             | Partido Conservador Colombiano | 29.399  |
| Gustavo Balcazar Monzón             | Valle del Cauca    | Partido Liberal Colombiano     | 300.528 |
| Carlos Holmes Trujillo Miranda      | Valle del Cauca    | Partido Liberal Colombiano     |         |
| Ramiro Andrade Terán                | Valle del Cauca    | Partido Liberal Colombiano     |         |
| Libardo Lozano Guerrero             | Valle del Cauca    | Partido Liberal Colombiano     |         |
| Álvaro Hernán Ibarra Spir           | Valle del Cauca    | Partido Liberal Colombiano     |         |
| Armando Holguín Sarria              | Valle del Cauca    | Partido Liberal Colombiano     |         |
| Álvaro H Caicedo                    | Valle del Cauca    | Partido Conservador Colombiano | 141.904 |
| Rodrigo Lloreda Caicedo             | Valle del Cauca    | Partido Conservador Colombiano |         |
| Humberto González Narváez           | Valle del Cauca    | Partido Conservador Colombiano |         |
| José Ignacio Giraldo                | Valle del Cauca    | Alianza Nacional Popular       | 72.940  |

### Representantes electos
| Representante Electo                   | Circunscripción    | Partido o movimiento           | Votos   |
| -------------------------------------- | ------------------ | ------------------------------ | ------- |
| Luis Emilio Monsalve Arango            | Antioquia          | Partido Conservador Colombiano | 205.361 |
| Bernardo de Jesús Guerra Serna         | Antioquia          | Partido Liberal Colombiano     | 188.841 |
| Hernando Agudelo Villa                 | Antioquia          | Partido Liberal Colombiano     | 97.250  |
| Orlando Durango Hernández              | Antioquia          | Alianza Nacional Popular       | 58.693  |
| José Antonio Name Terán                | Atlántico          | Partido Liberal Colombiano     |         |
| Urbano Rodríguez Muñoz                 | Atlántico          | Partido Liberal Colombiano     |         |
| Abel Francisco Carbonell Vergara       | Atlántico          | Partido Conservador Colombiano |         |
| Pedro Goenaga Oñoro                    | Atlántico          | Partido Conservador Colombiano |         |
| Moisés Tarud Hazbun                    | Atlántico          | Alianza Nacional Popular       |         |
| José Vicente Mogollón Vélez            | Bolívar            | Partido Liberal Colombiano     |         |
| Eduardo Tinoco Bossa                   | Bolívar            | Partido Liberal Colombiano     |         |
| Simón Bossa López                      | Bolívar            | Partido Liberal Colombiano     |         |
| Abraham Ali Escobar                    | Bolívar            | Partido Liberal Colombiano     |         |
| Álvaro Edmundo Mendoza Torres          | Bolívar            | Partido Liberal Colombiano     |         |
| Joaquín Franco Burgos                  | Bolívar            | Partido Conservador Colombiano |         |
| Antonio José Morales Rodelo            | Bolívar            | Partido Conservador Colombiano |         |
| Josefina de la Espriella de Gómez Naar | Bolívar            | Partido Conservador Colombiano |         |
| José María Villarreal                  | Boyacá             | Partido Conservador Colombiano | -       |
| Humberto Ávila Mora                    | Boyacá             | Partido Conservador Colombiano |         |
| Olivo Torres Mojica                    | Boyacá             | Partido Conservador Colombiano |         |
| Héctor Horacio Hernández Amézquita     | Boyacá             | Partido Conservador Colombiano |         |
| Joaquí Motta Motta                     | Boyacá             | Partido Conservador Colombiano |         |
| Ricardo Mendieta Rubiano               | Boyacá             | Partido Liberal Colombiano     |         |
| Álvaro González Santana                | Boyacá             | Partido Liberal Colombiano     |         |
| Heraclio Fernández Sandoval            | Boyacá             | Partido Liberal Colombiano     |         |
| Eduardo Fonseca Galán                  | Boyacá             | Partido Liberal Colombiano     |         |
| Jorge Mojica Márquez                   | Boyacá             | Partido Liberal Colombiano     |         |
| José Ignacio Castañeda Neira           | Boyacá             | Partido Liberal Colombiano     |         |
| Napoleón Peralta Barrera               | Boyacá             | Alianza Nacional Popular       |         |
| Jaime Chaves Echeverri                 | Caldas             | Partido Liberal Colombiano     |         |
| Luis Guillermo Giraldo Hurtado         | Caldas             | Partido Liberal Colombiano     | -       |
| Jaime Ramírez Rojas                    | Caldas             | Partido Liberal Colombiano     |         |
| Omar Yepes Alzate                      | Caldas             | Partido Conservador Colombiano | -       |
| Guillermo Ocampo Ospina                | Caldas             | Partido Conservador Colombiano |         |
| Alfonso Hoyos Giraldo                  | Caldas             | Partido Conservador Colombiano | -       |
| Jesús Jiménez Gómez                    | Caldas             | Partido Conservador Colombiano | -       |
| Giraldo Ardila García                  | Caldas             | Alianza Nacional Popular       | -       |
| Hernando Turbay Turbay                 | Caquetá            | Partido Liberal Colombiano     | -       |
| Daniel Díaz Cabrera                    | Caquetá            | Partido Conservador Colombiano | -       |
| Isaías Muñoz Acosta                    | Cauca              | Partido Liberal Colombiano     | -       |
| Rafael Cortes Vargas                   | Cauca              | Partido Liberal Colombiano     |         |
| Tiberio Zúñiga Díaz                    | Cauca              | Partido Liberal Colombiano     |         |
| Wilfrido Rodríguez Peña                | Cauca              | Partido Liberal Colombiano     |         |
| Omar Henry Velasco                     | Cauca              | Partido Liberal Colombiano     | -       |
| Ignacio Valencia López                 | Cauca              | Partido Conservador Colombiano | -       |
| Miguel Rengifo Rengifo                 | Cauca              | Partido Conservador Colombiano |         |
| Edgardo Pupo Pupo                      | Cesar              | Partido Liberal Colombiano     | -       |
| Ánibal Martínez Zuleta                 | Cesar              | Partido Liberal Colombiano     | -       |
| Adalberto Ovalle Muñoz                 | Cesar              | Partido Liberal Colombiano     | -       |
| Jaime Murgas Arzuaga                   | Cesar              | Partido Conservador Colombiano | -       |
| Antonio Heráclito Maya Copete          | Chocó              | Partido Liberal Colombiano     | -       |
| Reyes Murillo Sánchez                  | Chocó              | Partido Liberal Colombiano     | -       |
| Ricardo Eleazar Valencia Vivas         | Chocó              | Partido Conservador Colombiano | -       |
| Magola Gómez Pérez                     | Córdoba            | Partido Liberal Colombiano     | -       |
| Alfonso de la Espriella Espinosa       | Córdoba            | Partido Liberal Colombiano     | -       |
| Eugenio Sánchez Cárdenas               | Córdoba            | Partido Liberal Colombiano     | -       |
| Marcos Díaz Castillo                   | Córdoba            | Partido Liberal Colombiano     | -       |
| José Vicente Muskus Vergara            | Córdoba            | Partido Liberal Colombiano     | -       |
| Francisco de la Ossa                   | Córdoba            | Partido Conservador Colombiano | -       |
| Arturo Vega Sánchez                    | Córdoba            | Partido Conservador Colombiano | -       |
| Luis Villar Borda                      | Cundinamarca       | Partido Liberal Colombiano     | -       |
| Fabio Lozano Simonelli                 | Cundinamarca       | Partido Liberal Colombiano     |         |
| Abelardo Forero Benavides              | Cundinamarca       | Partido Liberal Colombiano     |         |
| Consuelo Lleras de Zuleta              | Cundinamarca       | Partido Liberal Colombiano     |         |
| Antonio Izquierdo Davila               | Cundinamarca       | Partido Liberal Colombiano     |         |
| Hector Charry Samper                   | Cundinamarca       | Partido Liberal Colombiano     |         |
| Santiago Muñoz Piedrahíta              | Cundinamarca       | Partido Liberal Colombiano     |         |
| Miguel Durán Ordoñez                   | Cundinamarca       | Partido Liberal Colombiano     |         |
| Efraín Paez Espitia                    | Cundinamarca       | Partido Liberal Colombiano     |         |
| Hector Echeveri Correa                 | Cundinamarca       | Partido Liberal Colombiano     |         |
| Carlos Lemos Simmonds                  | Cundinamarca       | Partido Liberal Colombiano     |         |
| Edmundo Guevara Herrera                | Cundinamarca       | Partido Liberal Colombiano     |         |
| Armando Rico Avendaño                  | Cundinamarca       | Partido Liberal Colombiano     |         |
| Alegría Fonseca de Ramírez             | Cundinamarca       | Partido Liberal Colombiano     |         |
| Consuelo Salgar de Montejo             | Cundinamarca       | Partido Liberal Colombiano     | -       |
| Jorge Carrillo                         | Cundinamarca       | Partido Liberal Colombiano     |         |
| Luis Carlos Sotelo                     | Cundinamarca       | Partido Liberal Colombiano     |         |
| Miguel Santamaria Davila               | Cundinamarca       | Partido Conservador Colombiano | -       |
| Gustavo Rodríguez Vargas               | Cundinamarca       | Partido Conservador Colombiano |         |
| Tulio Enrique Cuevas Romero            | Cundinamarca       | Partido Conservador Colombiano |         |
| Fernando Sanclemente Molina            | Cundinamarca       | Partido Conservador Colombiano |         |
| Jorge Uribe Botero                     | Cundinamarca       | Partido Conservador Colombiano |         |
| Luis Francisco Madero Forero           | Cundinamarca       | Partido Conservador Colombiano |         |
| José Joaquín Ortiz Perdomo             | Cundinamarca       | Partido Conservador Colombiano | -       |
| Manuel José Jaramillo Giraldo          | Cundinamarca       | Alianza Nacional Popular       | -       |
| Carlos Roberto Piedra Sánchez          | Cundinamarca       | Alianza Nacional Popular       | -       |
| Álvaro Bernal Segura                   | Cundinamarca       | Alianza Nacional Popular       | -       |
| Gilberto Vieira White                  | Cundinamarca       | Unión Nacional de Oposición    | -       |
| Ricardo Samper C                       | Cundinamarca       | Unión Nacional de Oposición    |         |
| Diego Omar Muñoz Piedrahíta            | Huila              | Partido Liberal Colombiano     | -       |
| Jaime Ucros García                     | Huila              | Partido Liberal Colombiano     | -       |
| Manuel Castro Tovar                    | Huila              | Partido Conservador Colombiano | -       |
| Santiago Cardozo Camacho               | Huila              | Partido Conservador Colombiano |         |
| Josué Rodríguez Díaz                   | Huila              | Alianza Nacional Popular       | -       |
| José Domingo Solano                    | La Guajira         | Partido Liberal Colombiano     | -       |
| Cristobal Fonseca Siosi                | La Guajira         | Partido Conservador Colombiano | -       |
| José Segundo Herrera Miranda           | Magdalena          | Partido Liberal Colombiano     | -       |
| Edgardo Vives Campo                    | Magdalena          | Partido Liberal Colombiano     | -       |
| Miguel Pinedo Vidal                    | Magdalena          | Partido Liberal Colombiano     | -       |
| Ricardo Barrios Zuluaga                | Magdalena          | Partido Liberal Colombiano     | -       |
| Juan Manuel Orozco Fandiño             | Magdalena          | Partido Conservador Colombiano | -       |
| Joaquín Fernández de Castro            | Magdalena          | Partido Conservador Colombiano | -       |
| Jesús López Bejarano                   | Meta               | Partido Liberal Colombiano     | -       |
| Daniel Arango Jaramillo                | Meta               | Partido Liberal Colombiano     | -       |
| Leovigildo Gutierrez Puentes           | Meta               | Partido Conservador Colombiano | -       |
| Samuel Alberto Escrucería Delgado      | Nariño             | Partido Liberal Colombiano     | -       |
| Carlos Hernando Figueroa Ortíz         | Nariño             | Partido Liberal Colombiano     | -       |
| Arcesto Sánchez Ojeda                  | Nariño             | Partido Liberal Colombiano     | -       |
| Ernesto Velásquez Salazar              | Nariño             | Partido Liberal Colombiano     | -       |
| Eduardo Rosas Benavides                | Nariño             | Partido Conservador Colombiano | -       |
| Rogerio Bolaños de Bautista            | Nariño             | Partido Conservador Colombiano | -       |
| Francisco Javier Revelo                | Nariño             | Partido Conservador Colombiano | -       |
| Eduardo Montufar Erazo                 | Nariño             | Partido Conservador Colombiano | -       |
| Enrique Vargas Ramírez                 | Norte de Santander | Partido Liberal Colombiano     | -       |
| Gonzalo Avendaño Mendoza               | Norte de Santander | Partido Liberal Colombiano     | -       |
| Hernando Barjuch Martínez              | Norte de Santander | Partido Conservador Colombiano | -       |
| Euclides Jaime González                | Norte de Santander | Partido Conservador Colombiano | -       |
| Luis Vicente Serrano Silva             | Norte de Santander | Partido Conservador Colombiano | -       |
| Julio Cesar Pernia                     | Norte de Santander | Alianza Nacional Popular       | -       |